# بس
بِس هو أحد الآلهة المصرية القديمة، وكان يحظى بشعبية كبيرة خلال الدولة الحديثة. ويمثل بصورة قزم منتفخ الوجنتين وله ذقن تشبه المروحة وترتسم على وجه علامات الوجوم لتثير الرعب في نفوس الأشرار، وفي بعض الأحيان وخاصة ابتداء من الأسرة الثامنة عشر كان بِس يصور ولديه زوجين من أجنحة الصقر.
ذكر اسم الإله بس في جنوب الدولة القديمة وكان يصور نقشه على الأسرة، ولكن يعتقد بأنه لم يعبد إلا في عصر الدولة الحديثة في طيبة، وقد وجد ذكره بكثرة في معبد دندرة، وقد عبد بِس في العصر الروماني على أنه الشافي الذي تسلح بالدرع والسيف.

## عبادته
كان بس يعبد كإله الرقص والموسيقى ووكل أنواع الملذات، وعبد أيضا كحامي الأطفال والنساء الحوامل وباعد الكوابيس عن الناس وحامي كل شيء جيد وعدو الأرواح الشريرة والثعابين وكل شيء سيئ، كما عبد كإله التجميل حيث وجدت صورته على صناديق مستحضرات التجميل.
وفي الدولة الحديثة كانت توضع صورة بِس كوشم على أفخاذ الراقصات والموسيقيات والخادمات.

## أصوله
يرى بعض الباحثين أن أصول بِس تعود إلى وسط أفريقيا وبخاصة منطقة البحيرات العظمى والتي كان يقطنها قبائل من الأقزام في الكونغو أو رواندا، ويرى البعض الآخر أنه قد صُدر لمصر من الميثولوجيا الفينيقية من قبرص القديمة.

## معرض صور

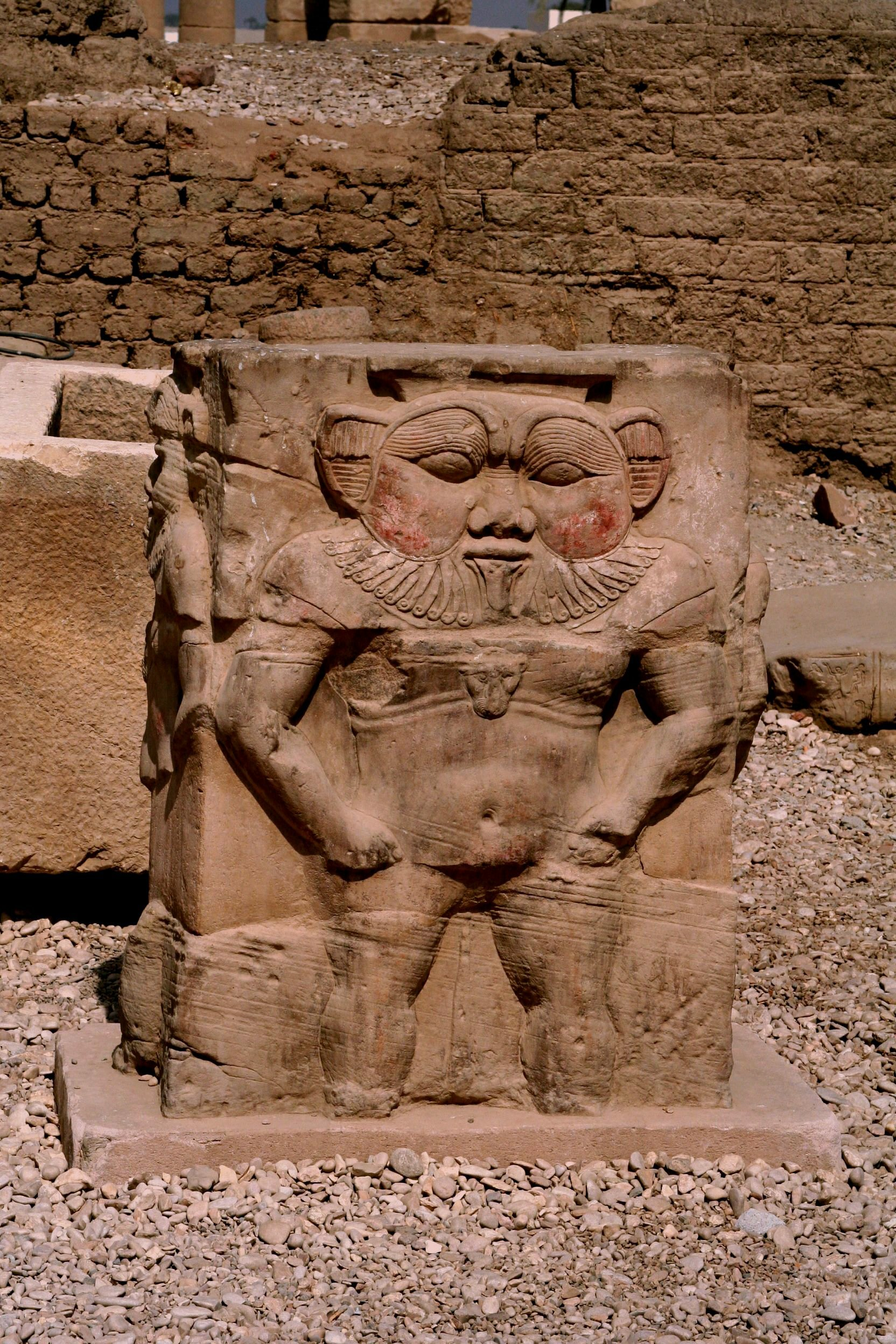
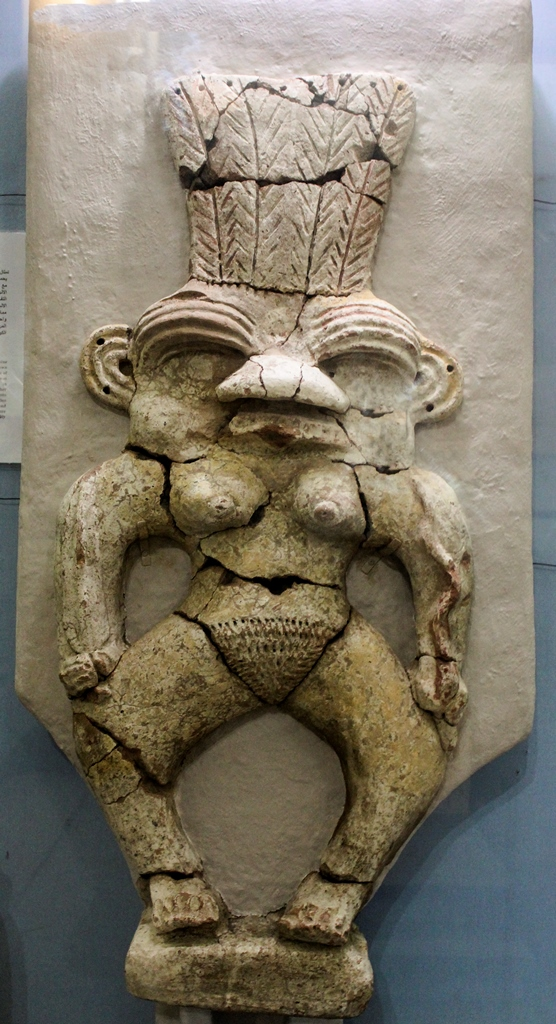
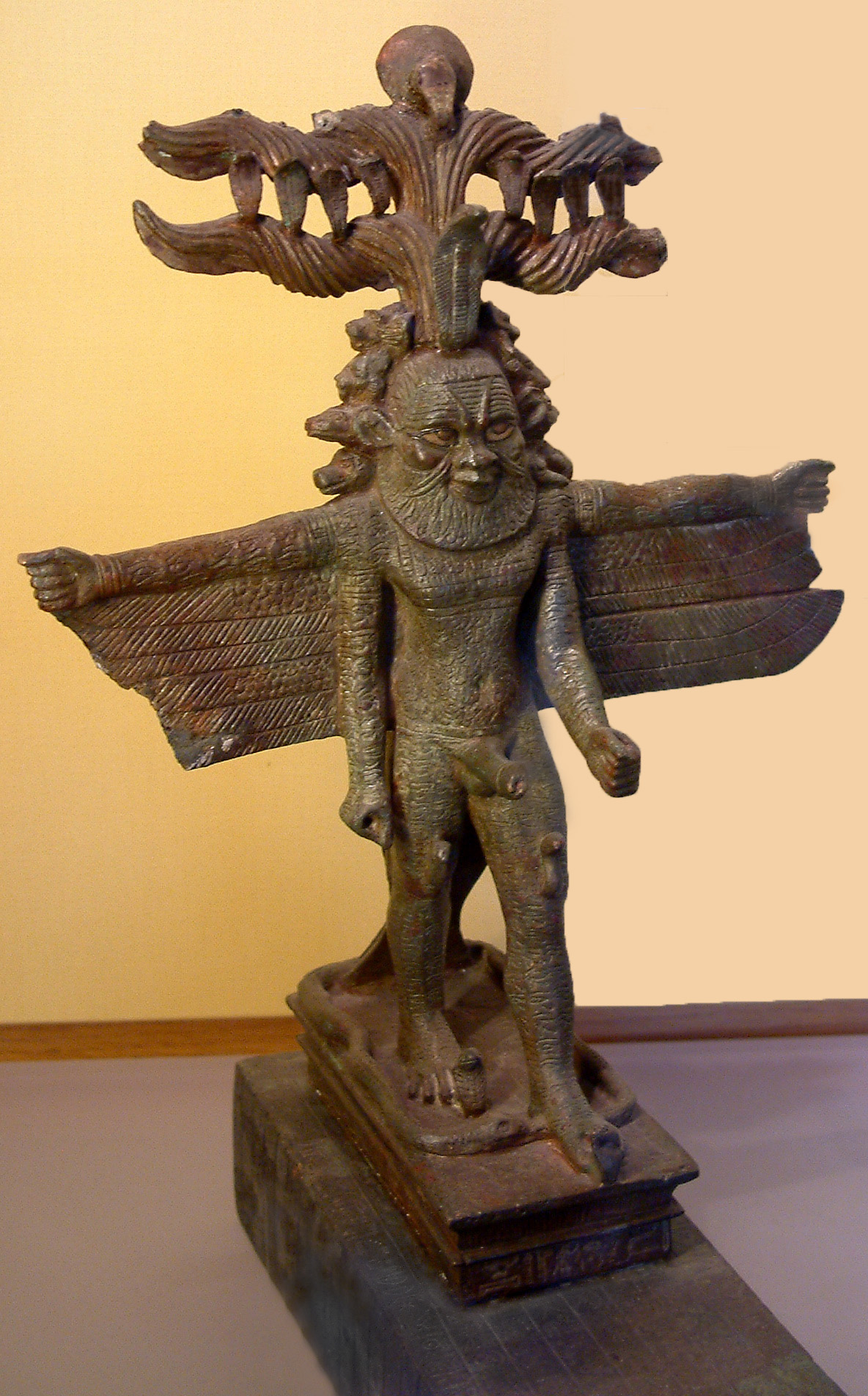
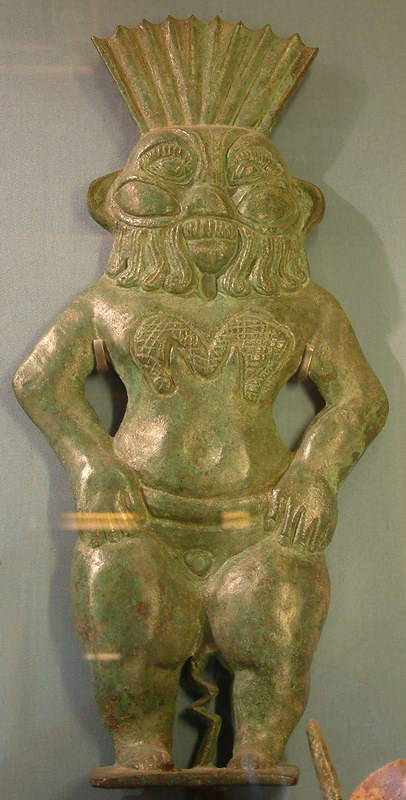
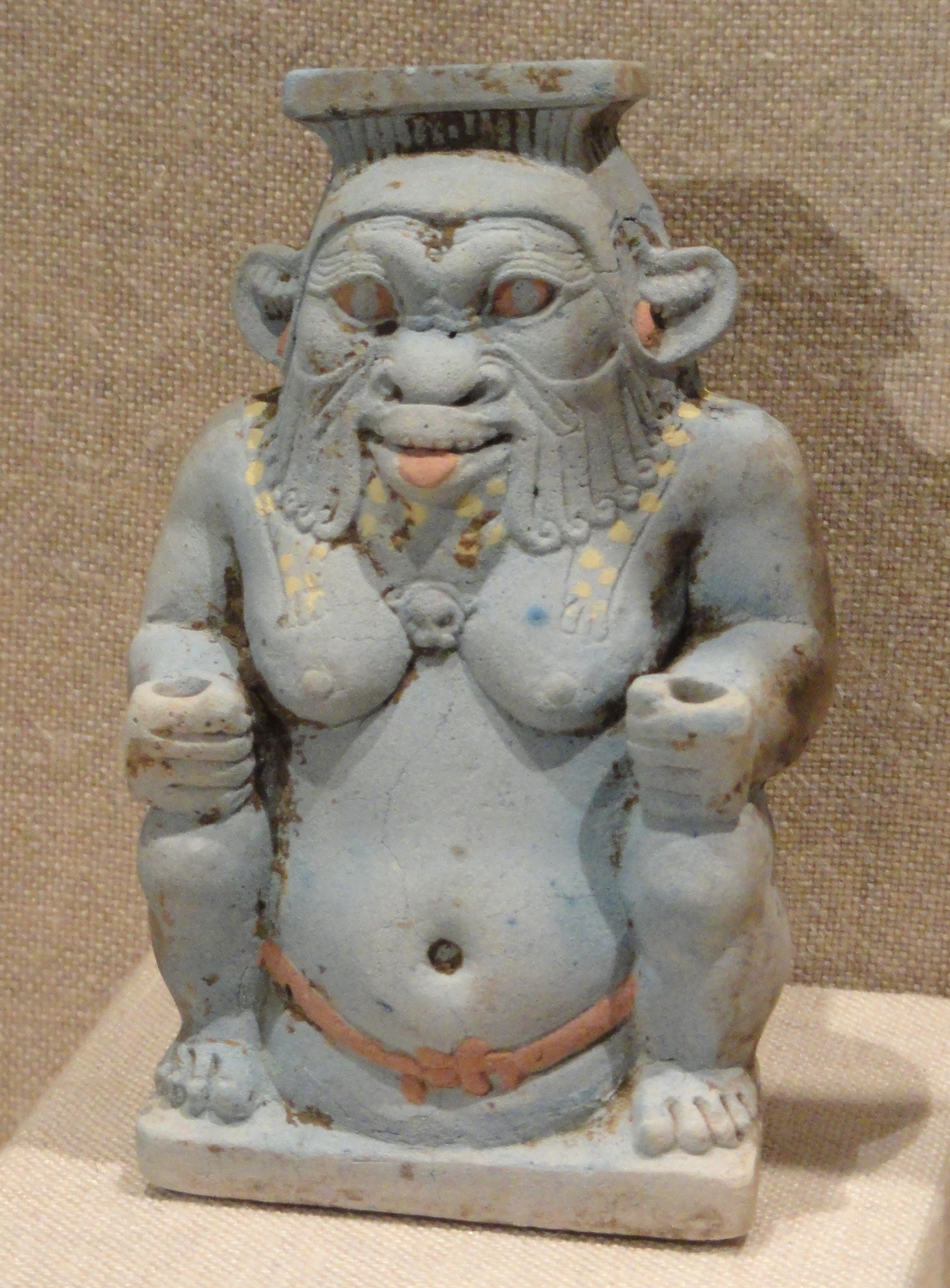